# گیدو گورگاتی
گیدو گورگاتی (ایتالیایی: Guido Gorgatti؛ زادهٔ ۵ دسامبر ۱۹۱۹) بازیگر ایتالیایی‌الاصل اهل آرژانتین است.
از فیلم‌هایی که وی در آن نقش داشته‌است، می‌توان به رومئو و ژولیت اشاره کرد.